# Kościół św. Jerzego w Kobieli
Kościół św. Jerzego – rzymskokatolicki kościół parafialny w miejscowości Kobiela (województwo opolskie). Świątynia należy do parafii św. Jerzego w Kobieli w dekanacie Grodków, diecezji opolskiej. Dnia 16 lutego 1966 roku, pod numerem 1149/66 kościół został wpisany do rejestru zabytków nieruchomych województwa opolskiego.

## Historia kościoła
Barokowa świątynia w Kobieli wybudowana została w 1662 roku. W XVIII wieku został przebudowany.